# Пчеловод (фильм, 1986)
«Пчеловод» (греч. Ο Μελισσοκόμος) — греческий художественный драматический фильм 1986 года режиссёра Тео Ангелопулоса. Является второй частью его т. н. «трилогии молчания» наряду с «Путешествием на Китеру» и «Пейзажем в тумане».
Участник основного конкурса 43-го Венецианского кинофестиваля, где состоялась его международная премьера.

## Сюжет
В фильме рассказывается о путешествии пчеловода Спироса по разным частям Греции после свадьбы его дочери. Спирос только что вышел на пенсию с должности учителя и весной отправляется в путь, дабы переместить свои пчелиные ульи в места с наибольшим числом цветущих растений. По дороге в грузовик Спироса подсаживается юная девушка, и они продолжают путешествие вместе. По пути они навещают старых друзей Спироса и его жену и, наконец, прибывают в театр, принадлежащий одному из его друзей, который вот-вот будет продан. Там Спирос и девушка сближаются после ряда попыток мужчины открыть ей свои чувства. Девушка покидает его несколько дней спустя. Опечаленный Спирос переворачивает свои коробки с ульями, из-за чего его неоднократно жалят разгнёванные пчелы. Он умирает в муках.

## В ролях
- Марчелло Мастроянни — Спирос
- Надя Мурузи[греч.] — девушка
- Серж Реджани — больной друг Спироса
- Динос Илиопулос[англ.] — друг Спироса, владелец Ciné Pantheon
- Дженни Русси — жена Спироса

## Восприятие
Шведский режиссёр Ингмар Бергман называл «Пчеловода» шедевром.
Греческий портал Athenorama оценил фильм на 3 звезды из 5.
Джанет Маслин раскритиковала «Пчеловода» в 1993 году, написав, что он «тратит зря талант Марчелло Мастроянни» и что фильм интересен лишь в контексте двух других картин Ангелопулоса из его «трилогии молчания». Джон Джиллетт (Британский институт кино) на показе на Лондонском кинофестивале отметил операторскую работу Арванитиса, а также похвалил «череду прекрасно выдержанных кадров путешествий и эмоциональную напряжённость, которая переходит в серьёзную, подавляющую кульминацию». Рональд Берган в своём некрологе Ангелопулоса описал «Пчеловода» как «захватывающий фильм», который «можно назвать метафизическим роуд-муви».
По мнению автора журнала «Сеанс» Анны Груздевой, «Пчеловод» — это «странствие в мир одиночества, памяти и остановившегося времени».